# Sylvia Miles
Sylvia Miles, właśc. Sylvia Reuben Lee (ur. 9 września 1924 w Nowym Jorku, zm. 12 czerwca 2019 tamże) – amerykańska aktorka filmowa, telewizyjna i teatralna, zdobywczyni dwóch nominacji do Oscara za role w filmach Nocny kowboj i Żegnaj, laleczko.

## Życiorys

### Wczesne lata
Urodziła się w Nowym Jorku w żydowskiej rodzinie jako córka Belle Fellman i meblarza Reubena Lee. Dorastała w Greenwich Village na Manhattanie.

### Kariera
W 1960 roku pojawiła się gościnnie jako Sally Rogers w jednym z odcinków sitcomu CBS The Comedy Spot, a na kinowym ekranie po raz pierwszy wystąpiła w dramacie kryminalnym Stuarta Rosenberga Murder, Inc. (1960) ze Stuartem Whitmanem i Peterem Falkiem. W serialu ABC Naked City (1962) jako bywalczyni baru spotyka się z psychopatycznym Corneliusem 'Neilem' Daggettem (Jack Warden).
Debiutowała jako Lampito w sztuce Arystofanesa Lizystrata na nowojorskiej scenie Dramatic Workshop. W 1963 roku trafiła na Broadway w roli Rosie w The Riot Act w Cort Theatre, a w 1982 zagrała w spektaklu Zło, które żyje pod słońcem wg powieści Agathy Christie.
Pomimo że pojawiła się w ciągu ok. sześciu minut jako Cass w dramacie Johna Schlesingera Nocny kowboj (1969) wg powieści Jamesa Leo Herlihy'ego została nominowana do nagrody Oscarem dla najlepszej aktorki drugoplanowej. Drugą nominację do Oscara dla najlepszej aktorki drugoplanowej otrzymała za rolę Jessie Halstead Florian (będąc na ekranie osiem minut) w filmie Żegnaj, laleczko (1975) wg powieści Raymonda Chandlera.
Grała w dramacie Gorączka (Heat, 1972; producentem był Andy Warhol) z Joe Dallesandro, baśni Śpiąca królewna (Sleeping Beauty, 1987) z Morgan Fairchild i Tahnee Welch, dramacie Olivera Stone’a Wall Street (1987) i sequelu Wall Street: Pieniądz nie śpi (Wall Street: Money Never Sleeps, 2010) z Michaelem Douglasem, komedii Diablica (She-Devil, 1989) z Meryl Streep, dramacie Abela Ferrary Go Go Tales (2007) z Willemem Dafoe, a także serialach: Wszystkie moje dzieci (All My Children, 1982, 1984), Policjanci z Miami (Mimi Vice, 1987), Seks w wielkim mieście (Sex and the City, 2002) i Tylko jedno życie (One Life to Live, 1999).